# Hästhovstjälkvecklare
Hästhovstjälkvecklare (Epiblema sticticana) är en fjärilsart som först beskrevs av Fabricius 1794.  Hästhovstjälkvecklare ingår i släktet Epiblema, och familjen vecklare. Arten är reproducerande i Sverige.

## Bildgalleri

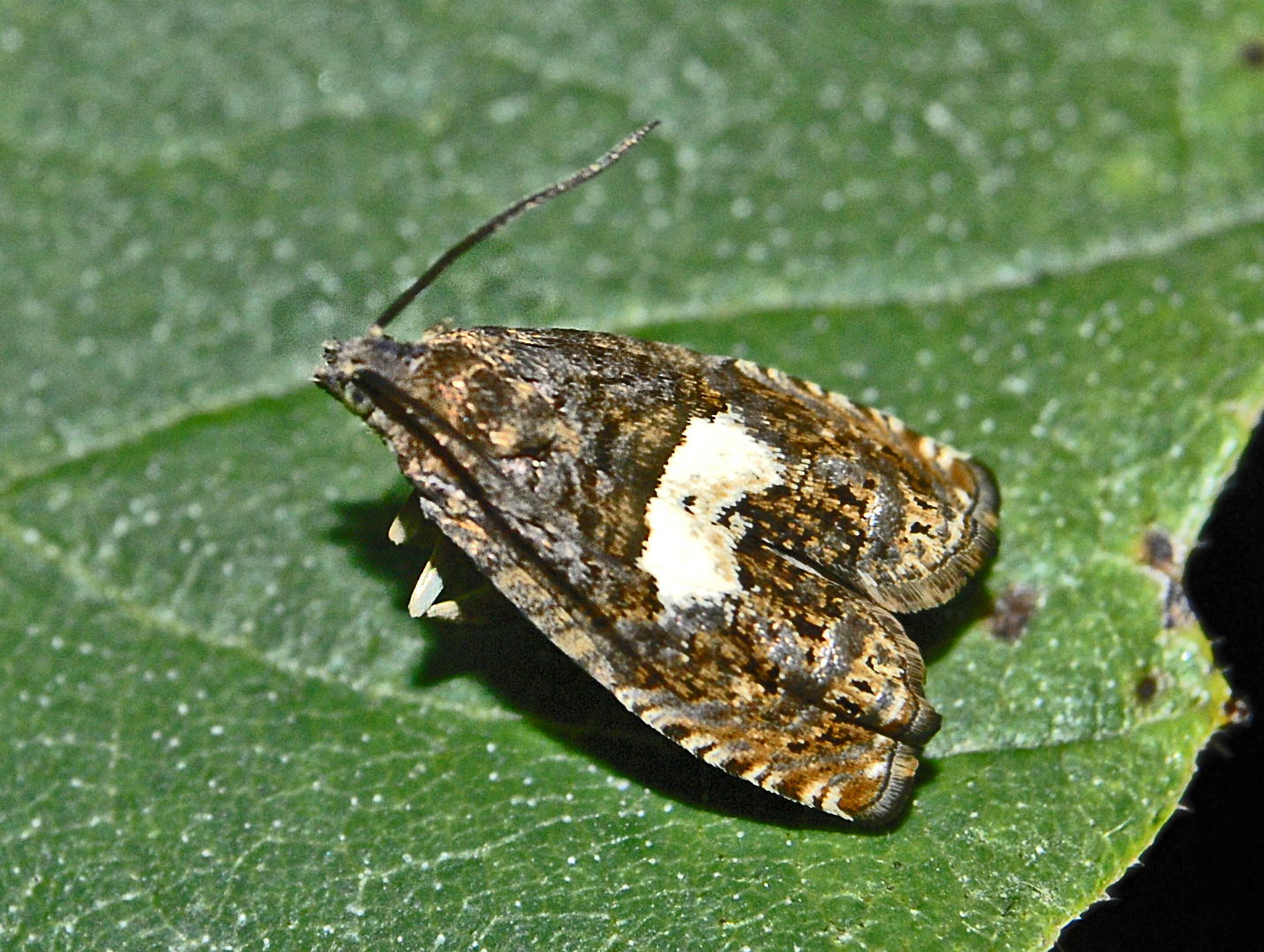